# Georgi Georgiew (Skirennläufer)
Georgi Georgiew (bulgarisch Георги Георгиев; * 20. Oktober 1987) ist ein ehemaliger bulgarischer Skirennläufer.

## Biografie
Seine ersten FIS-Rennen bestritt Georgiew im Januar 2003. Im Jahr 2006 nahm er an den Juniorenweltmeisterschaften in der kanadischen Provinz Québec teil und erreichte im Slalom als bester Bulgare den 19. Platz. Ein Jahr später kam er bei den Juniorenweltmeisterschaften 2007 in Zauchensee ebenfalls als bester seines Landes auf den 24. Slalomrang. Im März 2008 nahm er erstmals an Europacuprennen teil. In den beiden Abfahrten von Bansko belegte er die Plätze 29 und 32, die auch seine bisher besten Europacupresultate sind. Kurz darauf gewann er sein erstes FIS-Rennen und wurde Anfang April Bulgarischer Meister im Riesenslalom.
Seinen ersten Start im Weltcup hatte Georgiew am 12. Dezember 2008. In der Super-Kombination von Val-d’Isère holte er mit Rang 21 auch gleich seine ersten Punkte, allerdings folgten in den nächsten Jahren nur wenige weitere Punktegewinne. Im Februar 2009 nahm er an den Weltmeisterschaften teil, kam aber nicht über den 40. Rang im Super-G hinaus. Zwei Jahre später in Garmisch-Partenkirchen klassierte er sich in der Super-Kombination auf Platz 11.
Nach der Saison 2013/14 beendete er seine Karriere.

## Erfolge

### Olympische Spiele
- Sotschi 2014: 36. Abfahrt, 41. Super-G

### Weltmeisterschaften
- Val-d’Isère 2009: 40. Super-G,
- Garmisch-Partenkirchen 2011: 11. Super-Kombination, 30. Super-G, 36. Abfahrt, 45. Riesenslalom
- Schladming 2013: 52. Super-G

### Weltcup
- 3 Platzierungen unter den besten 30

### Weltcupwertungen
| Saison  | Gesamt | Gesamt | Kombination | Kombination |
| Saison  | Platz  | Punkte | Platz       | Punkte      |
| ------- | ------ | ------ | ----------- | ----------- |
| 2008/09 | 131.   | 10     | 39.         | 10          |
| 2010/11 | 147.   | 10     | 39.         | 10          |
| 2011/12 | 145.   | 3      | 43.         | 3           |

### Juniorenweltmeisterschaften
- Québec 2006: 14. Kombination, 19. Slalom, 40. Riesenslalom, 49. Super-G, 54. Abfahrt
- Zauchensee 2007: 24. Slalom, 51. Super-G, 55. Abfahrt

### Weitere Erfolge
- 6-facher Bulgarischer Meister:
  - Slalom 2011 und 2012
  - Riesenslalom 2008 und 2011
  - Super-Kombination 2011 und 2012
- 1 Top-30-Platzierung im Europacup
- 1 Top-15-Platzierung im Nor-Am Cup
- 4 Siege in FIS-Rennen